# Zalutschia zalutschicola
Zalutschia zalutschicola är en tvåvingeart som beskrevs av Lipina 1939. Zalutschia zalutschicola ingår i släktet Zalutschia och familjen fjädermyggor. Arten är reproducerande i Sverige. Inga underarter finns listade i Catalogue of Life.